# Disculella madeirensis
Disculella madeirensis је пуж из реда Stylommatophora и фамилије Hygromiidae.

## Угроженост
Ова врста је наведена као последња брига, јер има широко распрострањење и честа је врста.

## Распрострањење
Ареал врсте је ограничен на једну државу. 
Португал је једино познато природно станиште врсте.